# Урочище Лисичка
 Урочище «Лиси́чка» — ландшафтний заказник місцевого значення в Золотоніському районі Черкаської області.

## Опис
Площа 38,0 га. Як об'єкт природно-заповідного фонду створено рішенням Черкаської обласної ради від 21.06.2024 № 24-41/VIII.
Розташовано в Золотоніському районі в адмінмежах Драбівської територіальної громади на північній околиці селища Драбів у заплаві верхів'я р. Золотоношка.
Землекористувач та землевласник — Драбівська селищна територіальна громада.
На території заказника збереглися такі природні біотопи як вологі та мезофітні луки, зарості кореневищних осок, вербові чагарники. Існують біотопи (оселища), що підлягають охороні на міжнародному рівні, а саме — 5 типів оселищ із Резолюції 4 Бернської конвенції. Серед об'єктів тваринного світу на території заказника мешкають чимало рідкісних птахів — один вид, що занесений до Червоної книги України, 45 — до додатків Бернської конвенції та 13 — до додатків Боннської конвенції; а також один вид земноводних, що занесено до Додатка 2 Бернської конвенції.
Територія заказника має наукову, культурно-пізнавальну та естетичну цінність..

## Галерея

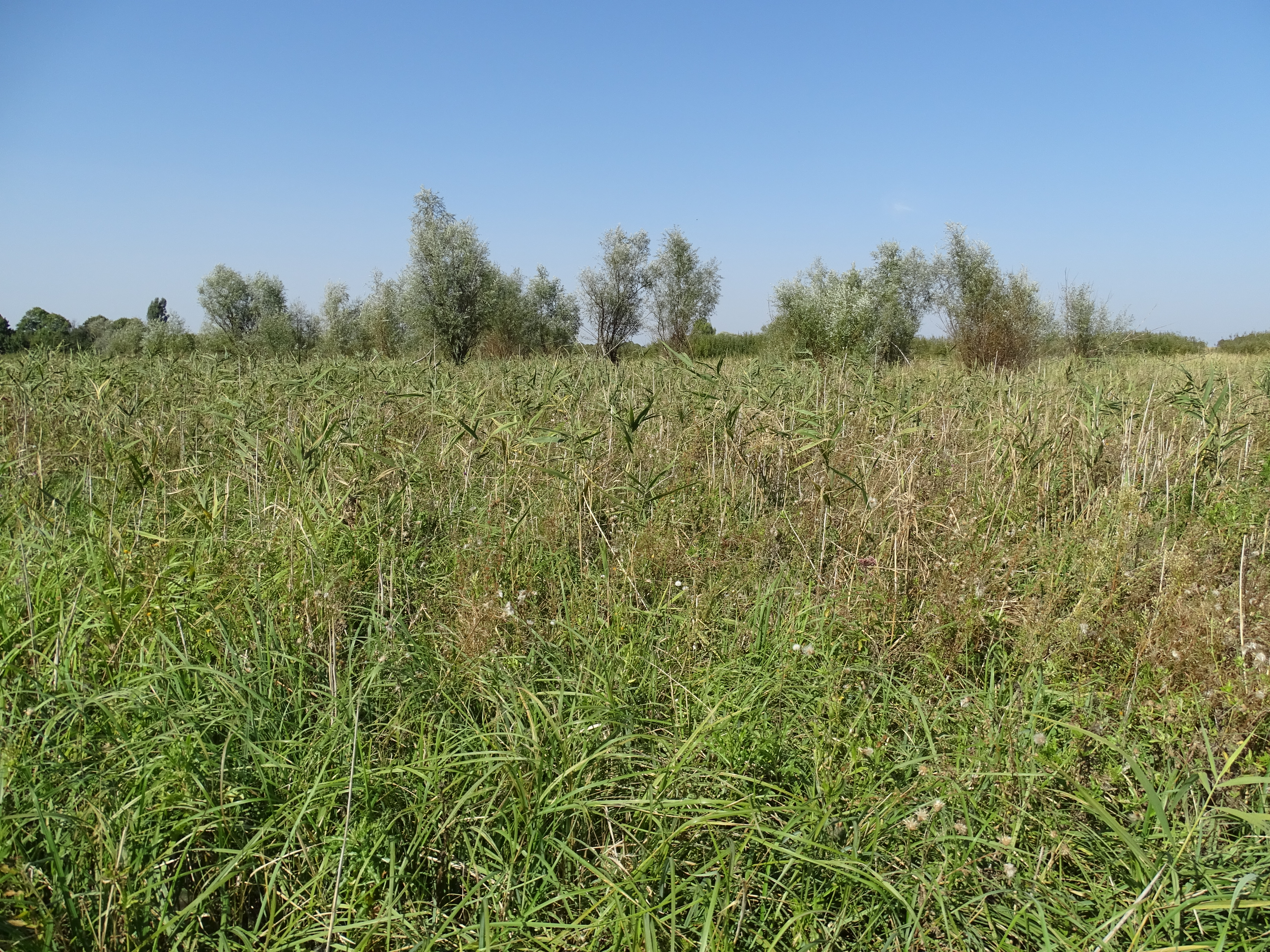
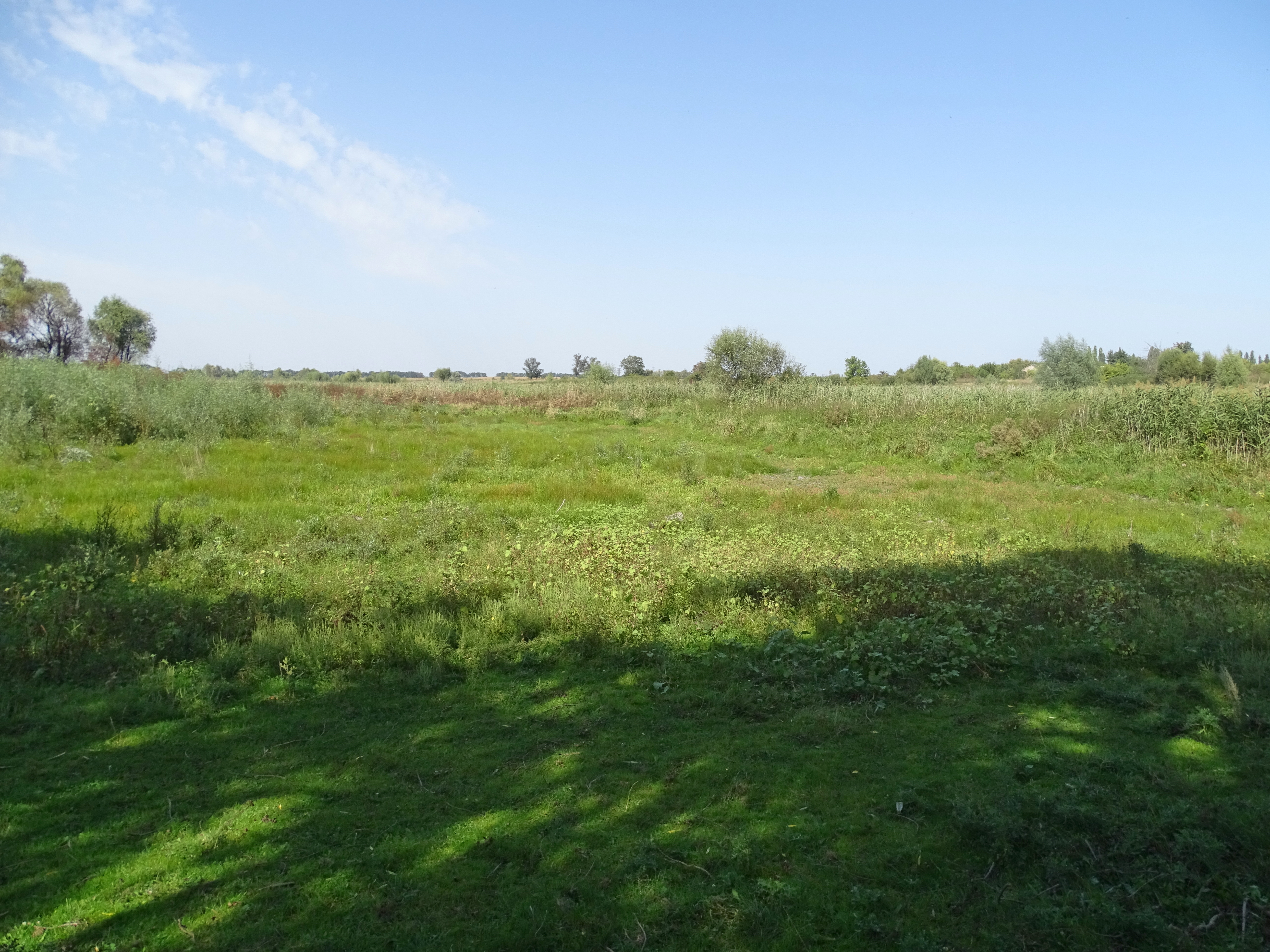